# Epectasis hiekei
Epectasis hiekei är en skalbaggsart som beskrevs av Stefan von Breuning 1974. Epectasis hiekei ingår i släktet Epectasis och familjen långhorningar.
Artens utbredningsområde är Honduras. Inga underarter finns listade i Catalogue of Life.